# Pieter Jan Leusink
Pieter Jan Leusink, né le 5 avril 1958 à Elbourg aux Pays-Bas, est un chef d'orchestre néerlandais spécialisé dans la musique baroque.

## Biographie
Il a étudié l'orgue au Conservatoire municipal de zwolle et a été formé à la direction d'orchestre avec Gottfried van der Horst. Il fonde le Stadsknapenkoor Elburg (Chœur de garçons d'Elburg) en avril 1984. Il a suivi des masterclasss avec Sir David Willcocks du King's College Choir.
En 1999 et 2000, il enregistre toutes les cantates sacrées de Bach'.
En 2004, Pieter Jan Leusink est nommé chevalier de l'ordre du Lion néerlandais.